# Colecția de Etnografie și Artă Populară „Casa Vergu - Mănăilă”
Colecția de Etnografie și Artă Populară „Casa Vergu - Mănăilă” este un muzeu județean din Buzău, amplasat în Str. Războieni nr. 8. Colecția este adăpostită într-o clădire restaurată în perioada 1971 - 1974, casă care a aparținut boierului Vergu - Mănăilă, atestată documentar în 1794. Construcția este pe parter înalt, cu o pivniță amplă.  Structura tematică a expoziției permanente prezintă ocupațiile fundamentale (agricultura și creșterea animalelor), ocupații secundare (viticultură, sericicultură, pescuit, vânătoare) și ocupațiile casnice (alimentație, prelucrarea fibrelor textile, confecționarea îmbrăcămintei), precum și meșteșugurile populare tradiționale (finisarea țesăturilor, olărit, prelucrarea lemnului, pietrărit). Spațiul expozițional mai cuprinde o încăpere în care se reconstituie interiorul unei case mari (casa curată), din zona Bisoca și două săli în care se prezintă portul popular, atât structural (croi, ornamentică, cromatică, pe tipuri categoriale), cât și costumul bărbătesc și femeiesc, specifice subzonelor etnografice ale Buzăului.
Clădirea muzeului este declarată monument istoric, având codul BZ-II-m-A-02350. Clădirea este reconstruită în perioada 1971 - 1974, pe ruinele unei vechi case boierești atestată documentar la 1794.